# Jorge Rodríguez (futebolista)
Jorge Rodríguez Esquivel (Toluca, 18 de abril de 1968 – 8 de agosto de 2024) foi um futebolista profissional mexicano, atacante, disputou a Copa do Mundo FIFA de 1994.

## Carreira
Rodríguez atuou no Toluca de 1988 a 1995, com o qual conquistou a Copa México. Em seguida, jogou no Santos Laguna, permanecendo por duas temporadas.
Recebeu convocação para a seleção nacional que obteve o título da Copa Ouro da CONCACAF de 1993.

## Morte
Rodríguez morreu em 8 de agosto de 2024, aos 56 anos. Segundo relatos, o ex-futebolista estava internado com a síndrome de Evans, mas a causa da morte não foi divulgada. 